# Grablege der Grafen von Hessen

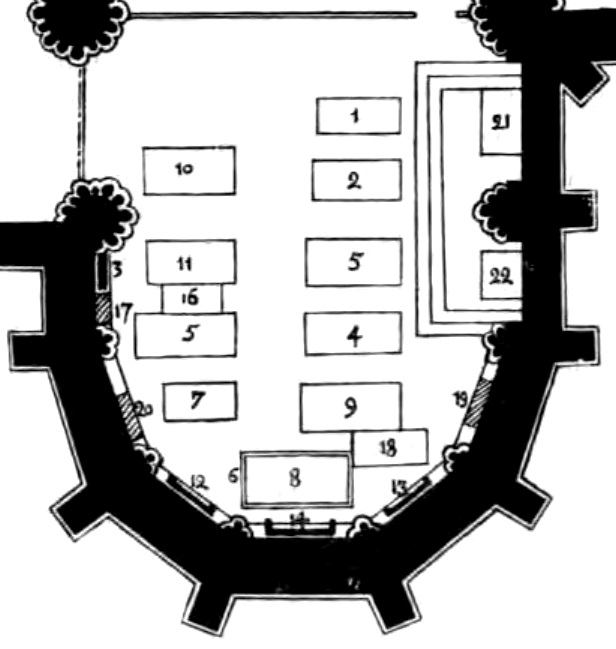
Elisabethkirche Marburg, Landgrafenchor, Lageplan der Grabmale (Friedrich Küch 1903)

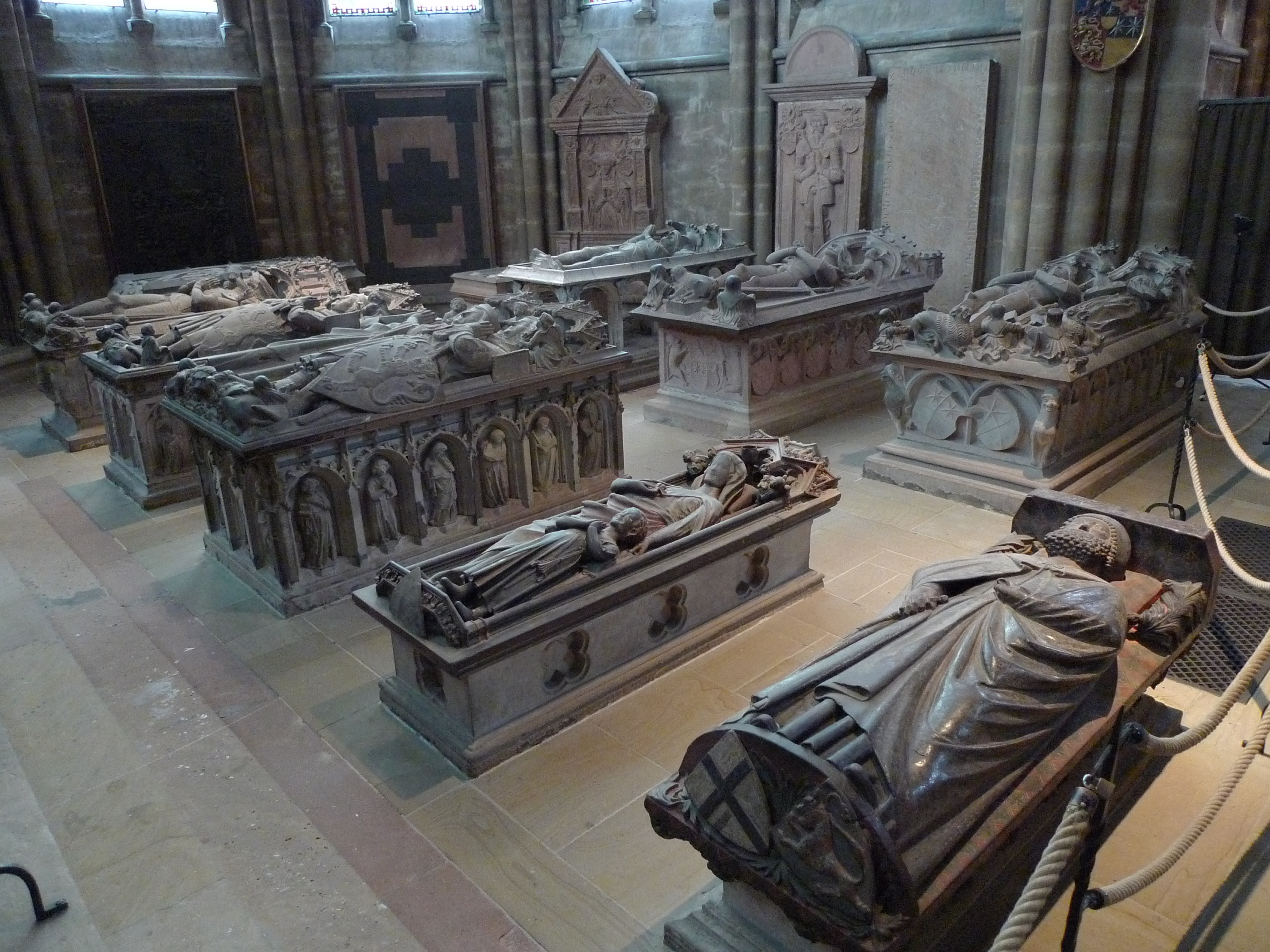
Grablege der Grafen von Hessen, vorn das Grabmal Konrads von Thüringen

Die Grablege der Grafen von Hessen befindet sich im Landgrafenchor, dem südlichen Querhausarm der Elisabethkirche in Marburg. Sie wurde im Zeitraum von 1240 bis 1509 als Grabstätte benutzt. Der Landgrafenchor ist nicht frei zugänglich.

## Grabmale
Der Landgrafenchor enthält Hochgräber (Kenotaphe) und Wandepitaphe. Die Gräber selbst befinden sich in den Fundamenten darunter. Alle hier beigesetzten Landgrafen waren direkte Nachkommen Elisabeths von Thüringen, die 1231 gestorben und bereits 1235 heiliggesprochen worden war. Ihr Grabmal ist im Nordchor.
Das älteste Grabmal im Landgrafenchor ist das von Konrad von Thüringen. Er war der Schwager der heiligen Elisabeth und maßgeblich an ihrer Heiligsprechung beteiligt. Konrad hatte dafür gesorgt, dass der Deutsche Orden das Hospital Elisabeths weiterführen durfte, und gilt als eine der treibenden Kräfte beim Bau der Elisabethkirche. 1239 wurde er Hochmeister des Deutschen Ordens, starb aber schon ein Jahr später am 24. Juli 1240 in Rom. Seine sterblichen Überreste wurden nach Marburg überführt und hier bestattet. Wer den Landgrafenchor betritt, sieht sein Mal zuerst.
Die Grabmale nach der Nummerierung und Identifizierung von Friedrich Küch:
1. Konrad von Thüringen († 1240)
2. Adelheid von Braunschweig († 1274)
3. Heinrich der Jüngere († 1298)
4. Heinrich I. († 1308)
5. Johann († 1311) und Adelheid von Braunschweig-Lüneburg († 1311)
6. Adelheid von Ravensberg († 1335/39)
- Heinrich II. († 1376)
- Hermann II. († 1413)

8. Margarete von Nürnberg († 1406)
9. Ludwig I. († 1458)
10. Ludwig II. († 1471) und Mechthild von Württemberg († 1495)
11. Heinrich III. († 1483)
12. Anna von Katzenelnbogen († 1494)
13. Wilhelm III. († 1500)
14. Jolantha von Lothringen († 1500)
13. Wilhelm II. († 1509)
16. und 17. Wilhelm I. († 1515)
18. und 19. Anna von Mecklenburg († 1525)
20. Elisabeth von Rochlitz († 1557)
Alle Grabmale sind nach Osten ausgerichtet.

## Altäre
Es stehen zwei Altäre im Landgrafenchor:
- der Altar der Heiligen Martin und Georg mit einer bekrönenden Statue des heiligen Martin, der seinen Mantel teilt;
- der Altar Johannes des Täufers mit Szenen aus dem Leben des Johannes, seiner Geburt, der Taufe Jesu, seinem Martyrium sowie der Schändung und Zerstörung seines Grabmals.

Beide Altäre sind von Ludwig Juppe und Johann von der Leyten.